# ミュラ＝シュル＝ヴェブル
ミュラ＝シュル＝ヴェブル （Murat-sur-Vèbre、オック語:Murat）は、フランス、オクシタニー地域圏、タルヌ県のコミューン。

## 地理
ミュラ＝シュル＝ヴェブルは、タルヌ県最東部、ヴェブル川谷に位置する。村はエロー県およびアヴェロン県と接している。村は中央高地の一部であるラコーヌ山地の中にあり、標高が高い。
ミュラ＝シュル＝ヴェブルは海洋性気候と地中海性気候の影響を受ける限界に位置している。加えて、その標高の高さが温度と降水量に影響を与えている。冬は寒くて湿度が高い。夏は地中海性気候が優勢になると、暑く、時には乾燥する。

## 由来
Muratは、murという名詞にラテン語の接尾辞-atumをつけたもので、城壁（clos de murs）を意味している。

## 歴史
フランス革命以前、住民のコミュニティはボワスゾン・ド・マトヴィエル（Boissezon de Matviel）の名で呼ばれ、カストルの奉行地に属していた。そこには4つの教区が含まれ、カストル司教座に属していた。

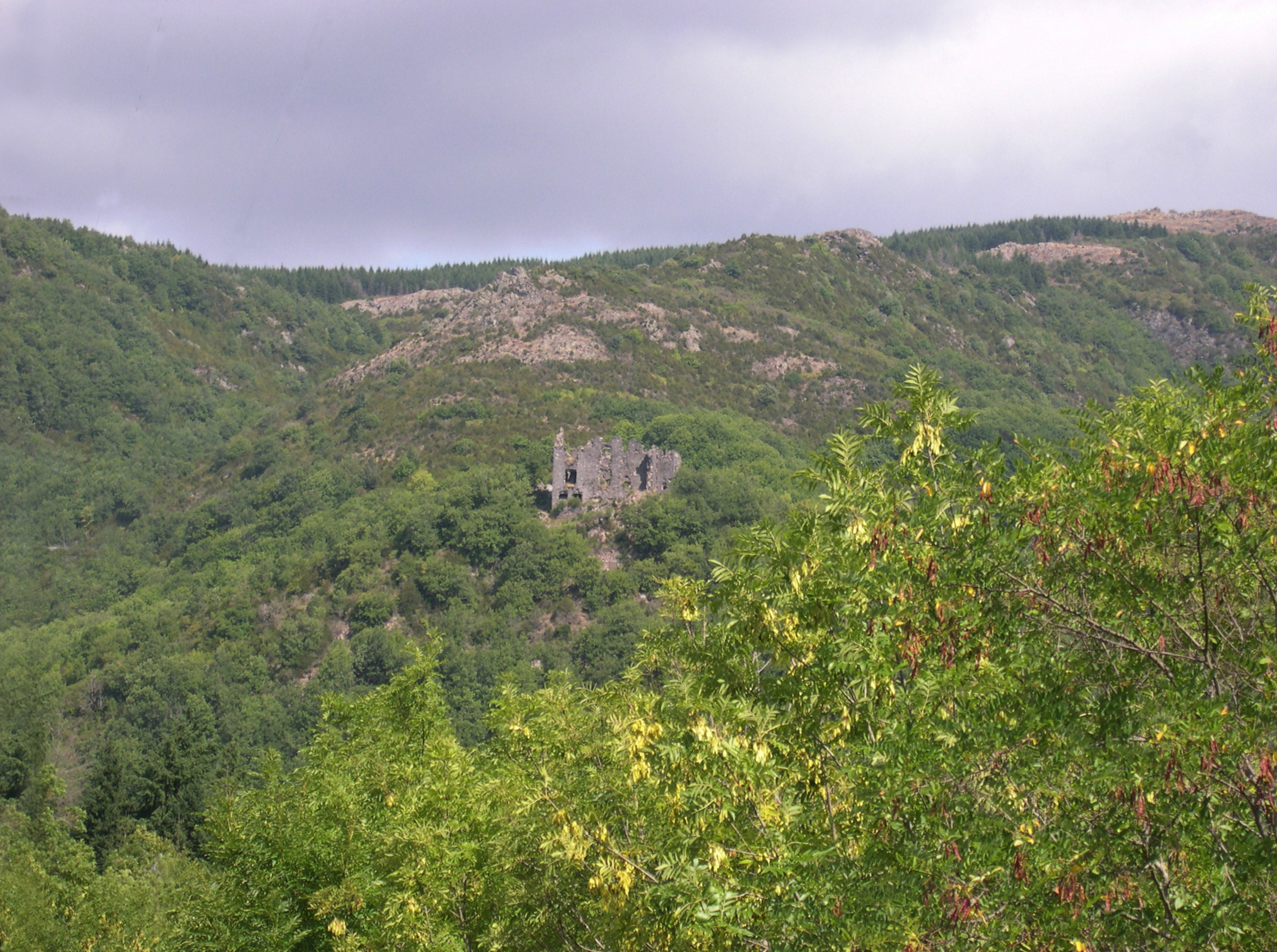
カナック城の廃墟
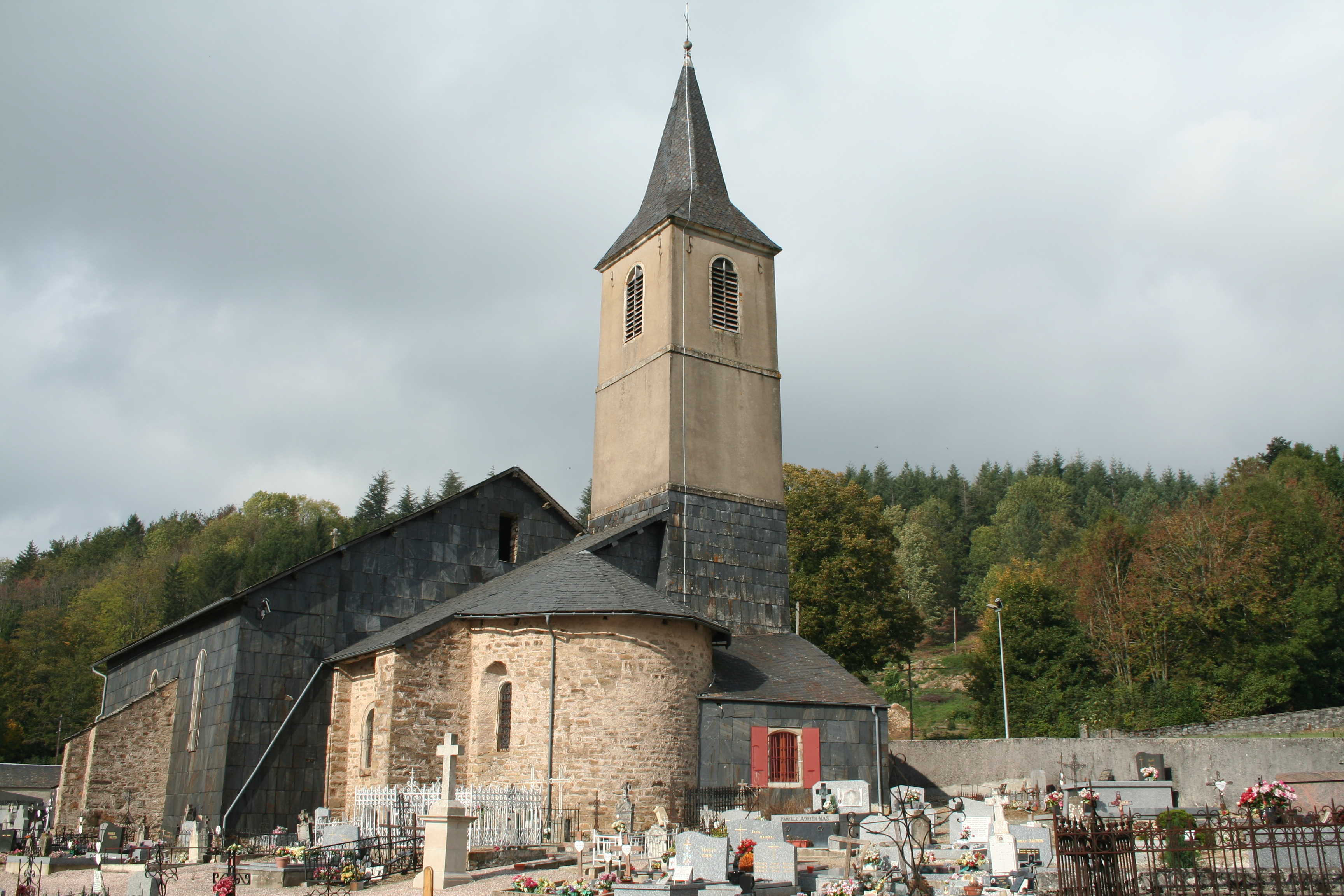
サンテティエンヌ教会のシュヴェ
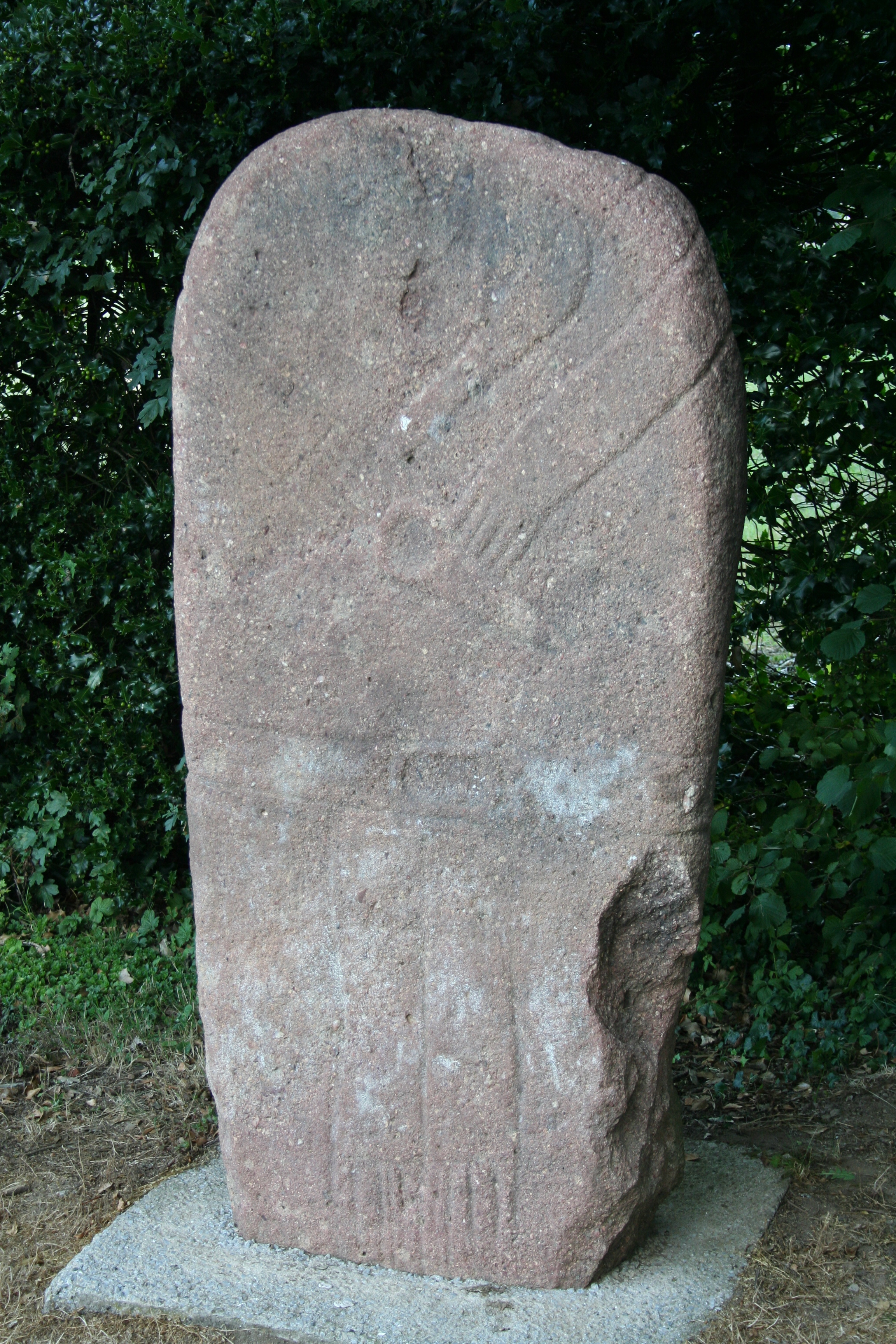
パイユマルビオのメンヒル

## 人口統計
| 1962年 | 1968年 | 1975年 | 1982年 | 1990年 | 1999年 | 2008年 | 2014年 |
| ------ | ------ | ------ | ------ | ------ | ------ | ------ | ------ |
| 1338   | 1264   | 1060   | 938    | 889    | 819    | 848    | 824    |

参照元:1962年から1999年までは複数コミューンに住所登録をする者の重複分を除いたもの。それ以降は当該コミューンの人口統計によるもの。1999年までEHESS/Cassini、2006年以降INSEE。